# Caelatura tigrina
Caelatura tigrina is een slakkensoort uit de familie van de Barleeiidae. De wetenschappelijke naam van de soort is voor het eerst geldig gepubliceerd in 2002 door Absalão.